# Sierra Gorda
Sierra Gorda là một vùng sinh thái tập trung ở phía bắc của bang Querétaro và kéo dài đến các bang lân cận là Guanajuato, Hidalgo và San Luis Potosí. Trong Queretaro, hệ sinh thái mở rộng từ trung tâm của bang bắt đầu từ các khu đô thị của San Joaquín và Cadereyta de Montes và bao gồm tất cả San Joaquín và Cadereyta de Montes, tổng cộng diện tích 250 km² lãnh thổ. Khu vực này cực kỳ gồ ghề với dãy núi cao dốc và hẻm núi sâu. Là một phần của karst Huasteca, nó cũng có nhiều thành tạo do sự xói mòn của đá vôi, đặc biệt là hang hố được biết đến tại địa phương như sótanos. Khu vực này có giá trị vì đa dạng sinh học thực vật và thực vật rất rộng do các môi trường vi mô tạo ra do độ dốc của địa hình và sự thay đổi lượng mưa. Điều này là do việc ngăn chặn độ ẩm của các ngọn núi từ Vịnh Mexico, thường làm cho phía đông ẩm và cây bụi bán khô cằn ở phía tây. Hầu hết khu vực đã được bảo vệ trong hai khu dự trữ sinh quyển, với một trung tâm ở Queretaro được thành lập vào năm 1997 và một trung tâm ở Guanajuato được thành lập vào năm 2007. Sierra Gorda được coi là xa về phía tây của khu vực La Huasteca và nó là nơi có di sản thế giới Khu truyền giáo của dòng Fran-xít ở Sierra Gorda.

## Khu vực

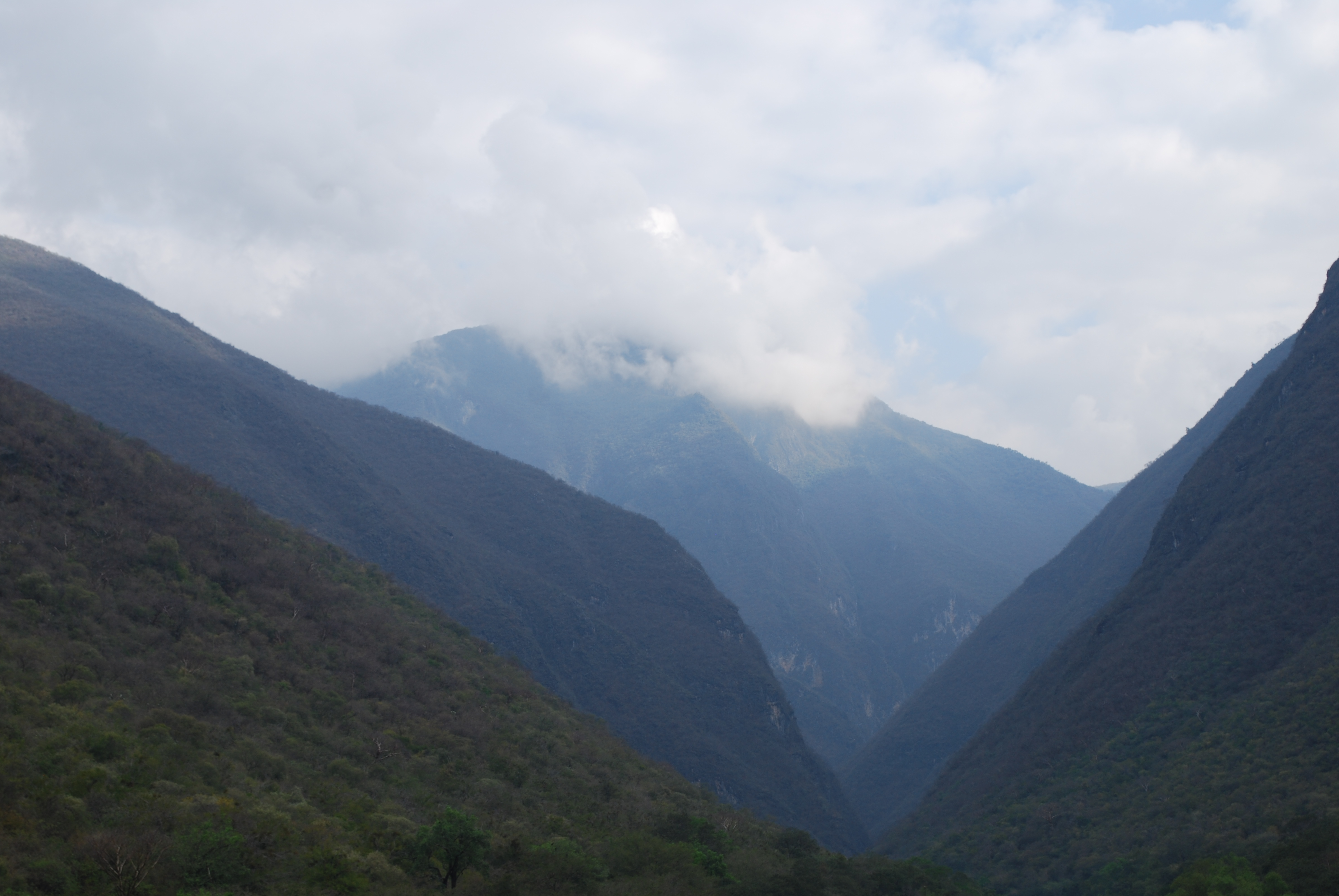
Dãy núi ở đường giao nhau của sông Arroyo và sông Jalpan ở Arroyo Seco

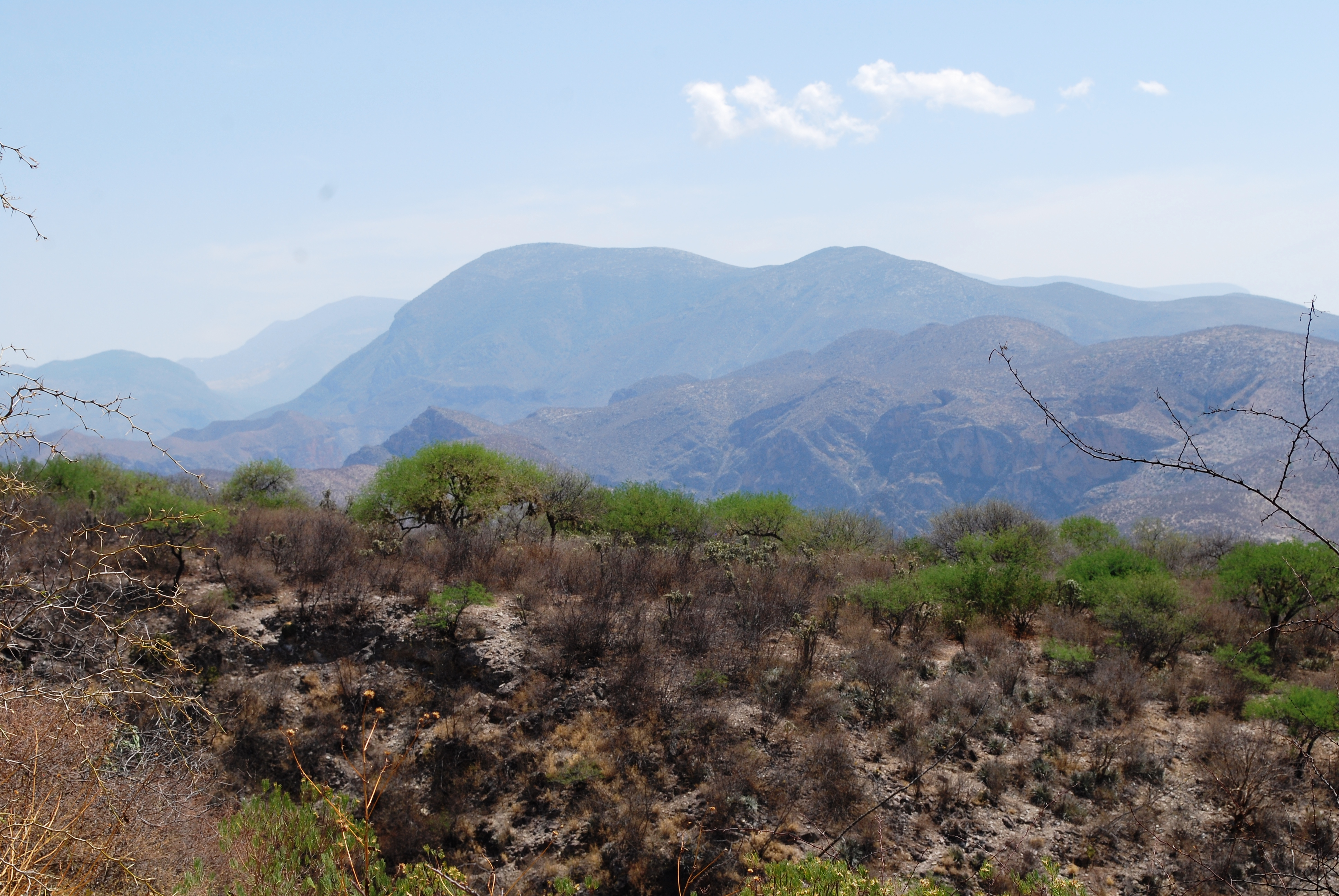
Bán sa mạc và các ngọn núi trong khu tự quản Peñamiller

Khu vực nằm trên một dãy núi thuộc dãy núi Sierra Madre Oriental và bao gồm một loạt các dãy núi chạy từ tây bắc đến đông nam được hình thành cách đây 240 triệu năm. Hầu hết đều được làm bằng đá vôi, được hình thành bởi các giường biển từ kỷ Jura và Creta. Sau đó có sự xâm nhập của đá núi lửa, đặc biệt là ở phần phía đông của bang Hidalgo, [2] [4], từ đó đến các mỏ khoáng sản trong khu vực. Đá vôi bị ảnh hưởng bởi sự xói mòn để hình thành nên Huasteca Karst, và khu vực này chứa rất nhiều hang động và hang động hố (sótanos), một số trong đó kéo dài đến hàng trăm mét. [2] [5] Tất cả các Sierra Gorda được đánh dấu bởi địa hình rất gồ ghề, bao gồm hẻm núi và dốc núi. Độ cao dao động từ 300 mét trên mực nước biển trong Río Santa María Canyon ở Jalpan đến 3.100 m asl tại Cerro de la Pingüica ở Pinal de Amoles. Độ cao quan trọng nhất trong khu vực Hidalgo là Cerro Cangandhó có độ cao 2.820 m so với mực nước biển. Lượng mưa cũng thay đổi rất nhiều từ 350 mm đến 2000 mm mỗi năm. Các môi trường vi mô của khu vực bao gồm từ rừng lá kim, rừng sồi, chủ yếu được tìm thấy ở các đỉnh núi, chuối và mía trong những hẻm núi sâu hơn. Về phía đông, có rừng rụng lá. Ở phía tây, giáp với Cao nguyên Mexico, có các điều kiện sa mạc và bán sa mạc, với nhiều loại cây xương rồng và cây cọ khô. Trong số các ngọn núi của nó là đỉnh núi liên kết với Sierra Alta de Hidalgo, rừng thông của Zamoarano, hẻm núi Extoraz và sườn núi của Huazmazonta, các thung lũng giữa các núi, nơi có năm sứ mệnh được tìm thấy và các ngọn đồi dẫn tới La Huasteca. Sự thay đổi lớn về độ cao và lượng mưa có lợi cho nhiều loại thực vật và động vật hoang dã.
Có ba con sông chính ở Sierra Gorda, tất cả đều là một phần của lưu vực sông Pánuco. Đây là sông Santa María, sông Extoraz hoặc sông Peñamiller và sông Moctezuma. Cả ba đều đi qua hẻm núi sâu và có xu hướng tạo thành đường biên giữa các tiểu bang và các đô thị của khu vực. Santa María đánh dấu một phần biên giới giữa Queretaro và San Luis Potosí, và sông Moctezuma đánh dấu một phần biên giới giữa Querétaro và Hidalgo. Các sông Tula và Moctezuma gặp nhau ở Sierra Gorda của Hidalgo. Ở đây, Moctezuma River Canyon kéo dài 12 km và cao hơn 480 mét so với sàn.
Khí hậu của khu vực phụ thuộc vào độ cao và thực tế là các ngọn núi tạo thành một hàng rào tự nhiên chống lại nguồn nước nổi bật, vịnh Mexico. Phía đông của các ngọn núi có lượng mưa lớn hơn nhiều so với hướng tây, khi độ cao chiết xuất độ ẩm từ đám mây. Rừng và thậm chí các khu rừng mưa nhiệt đới được tìm thấy ở phía đông, trong khi phía tây bị chi phối bởi các điều kiện sa mạc và gần sa mạc. Ở phía đông, buổi sáng ở vùng núi cao thường mang mây che phủ và sương mù.  Độ ẩm cao nhất nằm ở các rìa đông bắc của các khu vực, nơi nó hòa nhập vào La Huasteca, San Luis Potosí và Hidalgo. Trong toàn bộ khu vực, nhiệt độ lạnh nhất xảy ra giữa tháng 12 và tháng 1, với nhiệt độ cao vào tháng 4 và tháng 5. Nhiệt độ thay đổi tùy thuộc vào độ cao trung bình hàng năm là 13 °C ở các độ cao như Pinal de Amoles đến 24 °C ở vùng thấp như Jalpan. Ở độ cao cao nhất, sương giá và băng giá không phải là hiếm. Năm 2010, Sierra Gorda đã có tuyết rơi đáng kể đầu tiên trong mười tám năm tại đô thị của Pinal de Amoles, với nhiệt độ -4 °C. Ở một số nơi, lớp tuyết dày 15 cm.
Sierra Gorda có một trong những hệ sinh thái đa dạng ở Mexico, với một trong số lượng lớn nhất các loài thực vật và động vật. Các loài nguy cấp tuyệt chủng bao gồm loài báo đốm Mỹ, puma, gấu đen, vẹt xanh, vượn của Veracruz và bướm Humboldt, chủ yếu là do hoạt động của con người. Các loài thực vật có nguy cơ tuyệt chủng bao gồm loài Echinocactus platyacanthus, chapote (Diospyros riojae), guayamé (Abies guatemalensis), mộc lan (Magnolia dealbata) và peyote (Lophophora diffusa) Bướm vua có thể được tìm thấy trong khu vực này, khi chúng trú đông ở ranh giới bang Mexico-Michoacán. Đã có những thảm hoạ trong khu rừng do điều kiện hạn hán gần đây. Khó nghiêm trọng nhất là loài bọ cánh cứng (Dendroctonus adjunctus) và cây tầm gửi (Arceuthobium sp.). Các điều kiện hạn hán đã được gán cho biến đổi khí hậu toàn cầu. Các khu vực ở Queretaro và Guanajuato đã được tuyên bố là khu dự trữ sinh quyển. Sierra Gorda ở Hidalgo đã không, nhưng nó vẫn chứa một số lượng lớn các hệ sinh thái quan trọng.
Mức nghèo đói cao trong khu vực mặc dù có sự phong phú về sinh thái và văn hoá. Một số cộng đồng bản địa vẫn còn sống trong khu vực. Phía đông của Querétaro vẫn có các cộng đồng Pames, và Guanajuato có một số nhóm Chichimeca. Du lịch đã là một hiện tượng gần đây ở đây, vì tầm quan trọng sinh thái của khu vực trở nên phổ biến rộng rãi hơn.
Tại Jalpan de Serra, có một bảo tàng dành riêng cho lịch sử và địa lý của vùng Sierra Gorda. Tòa nhà bảo tàng được xây dựng lần đầu tiên vào năm 1576 dưới dạng pháo đài và tiền đồn quân sự. Nó được xây dựng lại vào cuối thế kỷ 16. Nó được cải tạo lại vào năm 1990 và được khánh thành như là một viện bảo tàng vào năm 1991, với một bộ sưu tập các tác phẩm bao gồm từ thời Tiền sử gốc Tây Ban Nha đến Cuộc Cải cách. Nó có tám gian phòng triển lãm, hiệu sách, phòng nghe nhìn, phòng triển lãm tạm thời, trung tâm nghiên cứu và thư viện. Nó tổ chức các sự kiện giáo dục, sinh thái và văn hoá.
Có một sự kiện đi xe đạp hàng năm được gọi là "Escalera del Infierno" (thang leo lên Địa ngục) kéo dài qua Sierra Gorda ở Querétaro vào tháng 3. Sự kiện này bắt đầu ở Bernal, thông qua Ezequiel Montes, Cadereyta và kết thúc ở San Joaquín, trong 137 km, trong đó 28 km đường dốc.